# Acrobasis
Acrobasis är ett släkte av fjärilar som beskrevs av Philipp Christoph Zeller 1839. Acrobasis ingår i familjen mott.

## Dottertaxa tillAcrobasis, i alfabetisk ordning[1][2]
- Rönnbladsmott Acrobasis advenella
- Acrobasis africanella
- Acrobasis aicha
- Acrobasis albocapitella
- Acrobasis alexandra
- Acrobasis alnella
- Acrobasis amplexella
- Acrobasis anatolica
- Acrobasis angusella
- Acrobasis aqualidella
- Acrobasis atrisquamella
- Acrobasis aurorella
- Acrobasis bellulella
- Acrobasis betulella
- Acrobasis betulivorella
- Acrobasis bithynella
- Acrobasis blanchardorum
- Acrobasis burmanni
- Acrobasis caribbeana
- Acrobasis carpinivorella
- Acrobasis caryae
- Acrobasis caryaevorella
- Acrobasis caryalbella
- Acrobasis caryivorella
- Acrobasis caulivorella
- Acrobasis celticola
- Acrobasis centunculella
- Acrobasis cinerascens
- Acrobasis cirroferella
- Acrobasis cistella
- Acrobasis clusinella
- Acrobasis comacornella
- Acrobasis comptella
- Acrobasis comptoniella
- Mindre ekbladsmott Acrobasis consociella
- Acrobasis coryliella
- Acrobasis cunulae
- Acrobasis curvella
- Acrobasis cymindella
- Acrobasis demotella
- Acrobasis dharma
- Acrobasis diversicolor
- Acrobasis dyarella
- Acrobasis eliella
- Acrobasis elyi
- Acrobasis encaustella
- Acrobasis epicrociella
- Acrobasis eva
- Acrobasis evanescentella
- Acrobasis exsulella
- Acrobasis fallouella
- Acrobasis feltella
- Acrobasis flavifasciella
- Acrobasis fria
- Acrobasis glareella
- Acrobasis glaucella
- Acrobasis glycerella
- Acrobasis grossbecki
- Acrobasis guilhemella
- Acrobasis hebescella
- Acrobasis homoeosomidia
- Acrobasis indigenella
- Acrobasis irrubriella
- Acrobasis jessica
- Acrobasis jordanella
- Acrobasis juglandis
- Acrobasis juglanivorella
- Acrobasis kearfottella
- Acrobasis klimeschi
- Acrobasis kofa
- Acrobasis kylesi
- Acrobasis latifasciella
- Acrobasis malipennella
- Acrobasis malombra
- Marmorerat slånmott Acrobasis marmorea
- Acrobasis medea
- Acrobasis mienshani
- Acrobasis minimella
- Acrobasis minuscula
- Acrobasis modisequa
- Acrobasis myricella
- Acrobasis nebule
- Acrobasis nebulella
- Acrobasis neva
- Acrobasis nigribasalis
- Acrobasis nigrisquamella
- Acrobasis nigrosignella
- Acrobasis noctiptera
- Acrobasis noctuana
- Acrobasis normella
- Acrobasis nuragha
- Acrobasis nuxvorella
- Acrobasis oberthueri
- Acrobasis obliqua
- Acrobasis obliterella
- Acrobasis obrutella
- Acrobasis obtusella
- Acrobasis olivalis
- Acrobasis ostryella
- Acrobasis ottomana
- Acrobasis palliolella
- Acrobasis peplifera
- Acrobasis pirivorella
- Acrobasis plumbeatella
- Acrobasis porphyrella
- Acrobasis pradotai
- Acrobasis ptilophanes
- Acrobasis pumilella
- Acrobasis pyrivora
- Acrobasis regina
- Skogeksbladsmott Acrobasis repandana
- Acrobasis romanella
- Acrobasis rubidella
- Acrobasis rubrifasciella
- Acrobasis rubrotibiella
- Acrobasis rufella
- Acrobasis rufilimbalis
- Acrobasis rufizonella
- Acrobasis sarcothorax
- Acrobasis scabrilineella
- Acrobasis scitulella
- Acrobasis secundella
- Acrobasis septentrionella
- Acrobasis singularis
- Grått ekbladsmott Acrobasis sodalella NT[3]
- Acrobasis stigmella
- Snedbandat slånmott Acrobasis suavella
- Acrobasis sublutella
- Acrobasis susanna
- Acrobasis sylviella
- Acrobasis texana
- Acrobasis tricolorella
- Acrobasis trigonalis
- Acrobasis tumidalis
- Bergekbladsmott Acrobasis tumidana VU[3]
- Acrobasis tumidella
- Acrobasis tumidulella
- Acrobasis turatii
- Acrobasis vaccinii
- Acrobasis verrucea
- Acrobasis verrucella
- Acrobasis vinaceellum
- Acrobasis wittaella
- Acrobasis youngi
- Acrobasis zacharias
- Acrobasis zelleri
- Acrobasis zelstella
- Acrobasis zyziphella

## Bildgalleri

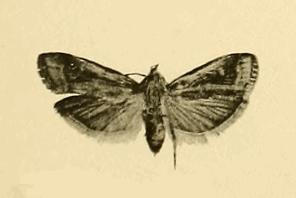
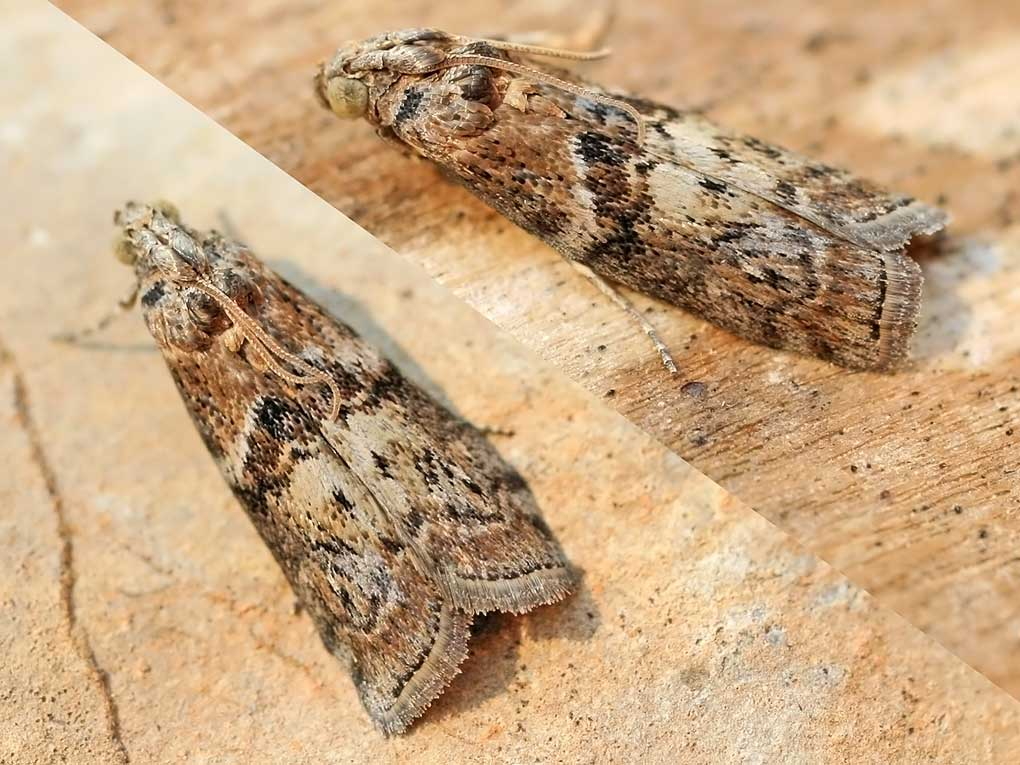